# Zwaardneusvleermuis
De zwaardneusvleermuis (Lonchorhina aurita)  is een zoogdier uit de familie van de bladneusvleermuizen van de Nieuwe Wereld (Phyllostomidae). De wetenschappelijke naam van de soort werd voor het eerst geldig gepubliceerd door Tomes in 1863.